# Mister Cosmopolitan
Mister Cosmopolitan là cuộc thi sắc đẹp quốc tế dành cho nam giới do CEO Faiz Noh sáng lập, được tổ chức lần đầu vào năm 2023. Đương kim Mister Cosmopolitan là Daryl Ng đến từ Singapore.

## Người giữ danh hiệu
| Lần thứ | Năm  | Ngày                 | Mister Cosmopolitan     | Á vương                             | Á vương                          | Á vương                       | Á vương                       | Nơi tổ chức                 | Số thí sinh | T.k.              |
| Lần thứ | Năm  | Ngày                 | Mister Cosmopolitan     | 1                                   | 2                                | 3                             | 4                             | Nơi tổ chức                 | Số thí sinh | T.k.              |
| ------- | ---- | -------------------- | ----------------------- | ----------------------------------- | -------------------------------- | ----------------------------- | ----------------------------- | --------------------------- | ----------- | ----------------- |
| 1       | 2023 | 8 tháng 10 năm 2023  | Blake Johnston · Hoa Kỳ | Abdul Rahim Bin Mahmood · Singapore | Ivan Aikon Ignacio · Philippines | Yothin Romthaisong · Thái Lan | Joshua Saunders · Úc          | Kuala Lumpur, Malaysia      | 15          | [ 2 ] [ 3 ] [ 4 ] |
| 2       | 2024 | 26 tháng 10 năm 2024 | Daryl Ng · Singapore    | Patryky Henrique · Brasil           | Denny Howman · Indonesia         | Shin Jae Min · Hàn Quốc       | Đinh Dương Bảo Huy · Việt Nam | Nakhon Ratchasima, Thái Lan | 18          | [ 5 ] [ 6 ] [ 4 ] |
| 3       | 2025 | 7 tháng 9 năm 2025   |                         |                                     |                                  |                               |                               | Băng Cốc, Thái Lan          |             |                   |

## Các lần tổ chức Mister Cosmopolitan

### 2023
Mister Cosmopolitan 2023 là cuộc thi Mister Cosmopolitan lần thứ 1 được tổ chức tại The Platform Performing Arts Theatre, Kuala Lumpur, Malaysia vào ngày 8 tháng 10 năm 2023. Có 15 thí sinh dự thi, Blake Johnston đến từ Hoa Kỳ đăng quang ngôi vị Mister Cosmopolitan.
Kết quả
| Hạng                     | Thí sinh                                                                   |
| ------------------------ | -------------------------------------------------------------------------- |
| Mister Cosmopolitan 2023 | - Hoa Kỳ — Blake Johnston                                                  |
| Á vương 1                | - Singapore — Abdul Rahim Bin Mahmood                                      |
| Á vương 2                | - Philippines — Ivan Aikon Ignacio                                         |
| Á vương 3                | - Thái Lan — Yothin Romthaisong                                            |
| Á vương 4                | - Úc — Joshua Saunders                                                     |
| Top 8                    | - Hàn Quốc — Lee Ji Hoon - Việt Nam — Nguyễn Thiện Khá - Ý — Nicolas Maggi |

Các giải thưởng
| Giải thưởng                      | Thí sinh                                  |
| -------------------------------- | ----------------------------------------- |
| Mister Congeniality              | - Malaysia — Muhammad Faiz Bin Mohd Nor   |
| Best Body                        | - Indonesia — Muhammad Reza Pratama Putra |
| Best in Catwalk                  | - Việt Nam — Nguyễn Thiện Khá             |
| Mister Popular Award             | - Singapore — Abdul Rahim Bin Mahmood     |
| Mister Cosmopolitan Asia-Oceania | - Hàn Quốc — Lee Ji Hoon                  |
| Mister Cosmopolitan Americas     | - Brasil — Patrick Luvise                 |
| Mister Cosmopolitan Europe       | - Nga — Denis Kurchenko                   |
| Mister Teen Cosmopolitan         | - Hồng Kông — Ayhan S. Denis              |
| Mister Cosmopolitan Supermodel   | - Brasil — Patrick Luvise                 |

Các thí sinh
| Quốc gia/vùng lãnh thổ | Thí sinh                    |
| ---------------------- | --------------------------- |
| Ấn Độ                  | Sakib Biradar               |
| Brasil                 | Patrick Luvise              |
| Campuchia              | Ear Chhaysour               |
| Hồng Kông              | Ayhan S. Denis              |
| Hoa Kỳ                 | Blake Johnston              |
| Hàn Quốc               | Lee Ji Hoon                 |
| Indonesia              | Muhammad Reza Pratama Putra |
| Malaysia               | Muhammad Faiz Bin Mohd Nor  |
| Nga                    | Denis Kurchenko             |
| Philippines            | Ivan Aikon Ignacio          |
| Singapore              | Abdul Rahim Bin Mahmood     |
| Thái Lan               | Yothin Romthaisong          |
| Úc                     | Joshua Saunders             |
| Việt Nam               | Nguyễn Thiện Khá            |
| Ý                      | Nicolas Maggi               |

Dự thi cuộc thi sắc đẹp quốc tế khác
| Cuộc thi                        | Năm  | Thí sinh         | Thứ hạng  | T.k. |
| ------------------------------- | ---- | ---------------- | --------- | ---- |
| Mister Pancontinental           | 2023 | Nguyễn Thiện Khá | Á vương 1 |      |
| Mister Glam International       | 2024 | Nguyễn Thiện Khá | Á vương 3 |      |
| Mister Friendship International | 2026 | Nguyễn Thiện Khá |           |      |

### 2024
Mister Cosmopolitan 2024 là cuộc thi Mister Cosmopolitan lần thứ 2 được tổ chức tại Nakhon Ratchasima, Thái Lan vào ngày 26 tháng 10 năm 2024. Có 18 thí sinh dự thi, Daryl Ng đến từ Singapore đăng quang ngôi vị Mister Cosmopolitan.
Kết quả
| Hạng                     | Thí sinh |
| ------------------------ | --- |
| Mister Cosmopolitan 2024 | - Singapore — Daryl Ng |
| Á vương 1                | - Brasil — Patryky Henrique |
| Á vương 2                | - Indonesia — Denny Howman |
| Á vương 3                | - Hàn Quốc — Shin Jae Min |
| Á vương 4                | - Việt Nam — Đinh Dương Bảo Huy |
| Top 11                   | - Anh Quốc — Gregor Mcauslan - Nam Phi — Paballo Mtongwa - Pháp — Kylian Museux - Philippines — Emerson Gomez - Thái Lan — Nattasak Phumnoi - Úc — Lester Villanueva |

Các thí sinh
| Quốc gia/vùng lãnh thổ | Thí sinh                 |
| ---------------------- | ------------------------ |
| Anh Quốc               | Gregor Mcauslan          |
| Ấn Độ                  | Jairaj Singh Ningombam   |
| Brasil                 | Patryky Henrique         |
| Hàn Quốc               | Shin Jae Min             |
| Indonesia              | Denny Howman             |
| Lào                    | Vilasan Thippha Vongphun |
| Malaysia               | Nava                     |
| Nam Phi                | Paballo Mtongwa          |
| Nigeria                | Xavier Chinedu           |
| Pháp                   | Kylian Museux            |
| Philippines            | Emerson Gomez            |
| Singapore              | Daryl Ng                 |
| Sri Lanka              | Dulaj Ruash              |
| Thái Lan               | Nattasak Phumnoi         |
| Trung Quốc             | Pierce                   |
| Úc                     | Lester Villanueva        |
| Việt Nam               | Đinh Dương Bảo Huy       |
| Ý                      | Agostino Bianco          |

### 2025
Mister Cosmopolitan 2025 là cuộc thi Mister Cosmopolitan lần thứ 3 được tổ chức tại Băng Cốc, Thái Lan vào ngày 7 tháng 9 năm 2025. 
Các thí sinh
| Quốc gia/vùng lãnh thổ | Thí sinh                   |
| ---------------------- | -------------------------- |
| Ấn Độ                  | Aaron Rueben Tariang       |
| Colombia               | Juan Macipe                |
| Đài Loan               | Shawn Lin Yu Hsiang        |
| Ghana                  | Gabriel Kumatsa            |
| Hàn Quốc               | Kim Han Young              |
| Indonesia              | Khandy Noprian             |
| Lào                    | Jhonny Lattanavong         |
| Malaysia               | Aidil Fiqrie               |
| Myanmar                | Thet Wai Ko                |
| Nam Phi                | Sandile Christo Gama       |
| Nepal                  | Kelishan Bajracharya       |
| Nigeria                | Godwin Awaji-Iroso Abiodun |
| Pháp                   | Eddy Joblon                |
| Philippines            | Kenneth Rios Marcelino     |
| Sri Lanka              | Harsh D Peiris             |
| Tây Ban Nha            | Ivan Cerrillo              |
| Thái Lan               | Focus Anuwat               |
| Việt Nam               | Đinh Sỹ Tú                 |
| Zimbabwe               | Trayvon Jahkor             |

## Danh sách đại diện Việt Nam
Chú thích màu
- : Nam vương
- : Á vương
- : Top chung kết
- : Top bán chung kết
- : Được giải thưởng đặc biệt

| Năm  | Đại diện           | Quê quán    | Thứ hạng tại Mister Cosmopolitan Vietnam | Thứ hạng tại Mister Cosmopolitan | Giải thưởng đặc biệt                                           |
| ---- | ------------------ | ----------- | ---------------------------------------- | -------------------------------- | -------------------------------------------------------------- |
| 2023 | Nguyễn Thiện Khá   | Hải Dương   | Bổ nhiệm                                 | Top 8                            | 2 - - Best in Catwalk - 1st Runner-up Best in National Costume |
| 2024 | Đinh Dương Bảo Huy | An Giang    | Mister Cosmopolitan Vietnam 2024         | Á vương 4                        |                                                                |
| 2025 | Đinh Sỹ Tú         | Thái Nguyên | Mister Cosmopolitan Vietnam 2025         |                                  |                                                                |
| 2026 | Phạm Tiến Thành    | Hưng Yên    | Á vương 1 (2025)                         |                                  |                                                                |